# Експериментът (сериал)
Вижте пояснителната страница за други значения на Експериментът.
„Експериментът“ (на английски: Fringe) е американски сериал по идея на Джей Джей Ейбрамс, Роберто Орси и Алекс Кърцман.
Продуциран е от Bad Robot в сътрудничество с Warner Bros. Television. Действието се развива около учен на име Уолтър Бишъп, който Орси описва като „Франкенщайн, примесен с личността на Албърт Айнщайн“, неговия син Питър Бишъп и амбициозната агентка от ФБР Оливия Дънам, която събира двамата. Екипът често разследва необясними случки, свързани с „крайна наука“ или паралелни вселени. Сериалът е описван като наследник на „Досиетата Х“, „Промяна на съзнанието“ и „Зоната на здрача“. Пилотният епизод е излъчен предварително на San Diego Comic-Con International през лятото на 2008 г.
На 26 април 2012 г. Fox подновява сериала за пети и последен сезон, състоящ се от 13 епизода. Последният епизод е излъчен на 18 януари 2013 г.

## Заглавие
Оригиналното заглавие на сериала (Fringe) е пряка препратка към термина гранична наука (на английски: fringe science), който е обобщаващо название за всякаква неортодоксална, екзотична и авангардна наука (и прилежащите към нея тайни експерименти и открития), която не е призната от официалната наука поради редица причини.

## Сюжет
Вижте: Списък с епизоди
 Внимание:  Текстът по-долу разкрива сюжета на произведението (или части от него)!
„Експериментът“ разкрива историята на специален агент от ФБР Оливия Дънам, учения Уолтър Бишъп и неговия син Питър Бишъп, които разследват аспектите на така наречената „крайна наука“ (телепатия, левитация, невидимост, съживяване и т.н.). По целия свят серия от явни експерименти, всички водещи към нещо голямо наречено Схемата, се случват без логично обяснение за това, което ги причинява. Оливия, Питър и Уолтър са натоварени с разследването на тези странни събития, за да определят какво всъщност ги предизвиква. Връзка към Схемата има компания наричана „Масив дайнамик“, която е водеща изследователска компания, притежаваща патенти за голям брой технологии от голямо значение.

## Актьорски състав

### Главни роли
- Ана Торв – Оливия Дънам
- Джошуа Джаксън – Питър Бишъп
- Джон Нобъл – д-р Уолтър Бишъп
- Джасика Никол – Астрид Фарнсуърд

### Поддържащи роли
- Кърк Асеведо – Чарли Франсис
- Ланс Редик – Филип Бройлс
- Блеър Браун – Нина Шарп
- Марк Вали – Джон Скот
- Ленард Нимой – д-р Уилям Бел
- Ари Грейнър – Рейчъл Дънам

## Персонажи
- Оливия Дънам (Ана Торв) е млада и амбициозна агентка от ФБР, която е поставена пред задачата да разследва някои много странни и необясними феномени, заедно с д-р Уолтър Бишъп, след като нейният партньор, Джон Скот е изложен на действието на неизвестен синтетичен химикал.
- Питър Бишъп (Джошуа Джаксън) е син на Уолтър. Той е гений, напуснал колежа и натрупал дългове. Неговото присъствие от голямо значение, защото само той може да осигури услугите на баща си.
- Д-р Уолтър Бишъп (Джон Нобъл) е бивш изследовател в правителствена програма за изследване на така наречената „крайна наука“, който е настанен в клиника за душевно болни след инцидент в неговата лаборатория и обвиненията срещу него за непредумишлено убийство. След като е бил затворен за 17 години, Уолтър често бива впечатлен от новите технологии. Той е също така и доста късоглед и често забравя хората, които познава, което го кара често да се представя.
- Чарли Франсис (Кърк Асеведо) е един от приятелите на Оливия във ФБР и често и помага в разследването на случаите, с които се е захванала.
- Астрид Фарнсуърт (Джасика Никол) е агент от ФБР и асистентка на Оливия Дънам.
- Филип Бройлс (Ланс Редик) е от Министерство на вътрешната сигурност на САЩ и ръководи група, която разследва серия от странни терористични/паранормални явления.
- Нина Шарп (Блеър Браун) е служител в „Масив дайнамик“ и е част от групата на Филип Бройлс. Тя е прекарала в тази компания 16 години и буквално дължи живота си на нея. Изследванията, които се провеждат в нея ѝ помагат да се пребори с рака, който отнема ръката ѝ. Тя е заменена с роботизирана, произведена от компанията. Във втори сезон се разбира, че не рак е отнел ръката ѝ, а преминаването на Уолтър в другата вселена.
- Джон Скот (Марк Вали) е партньор и любовник на Оливия, който е разкрит, че финансира създаването на смъртоносен разлагащ човешкото тяло токсин, причинил инцидента на полет 627. Очевидно той умира в пилотния епизод, но тялото му бива отнесено в „Масив дайнамик“ където да бъде подложен на разпит (както вече знаем, човек загинал преди не повече от шест часа, може бъде „съживен“).
- Д-р Уилям Бел (Ленард Нимой) е създател на „Масив дайнамик“ и бивш партньор в лабораторията на Уолтър. Той е преминал в алтернативната вселена и е прекалено слаб, за да се върне обратно. Там той се среща с Оливия в края на първи сезон и ѝ дава насоки и упътвания.
- Рейчъл Дънам (Ари Грейнър) е сестра на Оливия Дънам. Тя е млада отглеждаща сама дъщеря си майка и временно живее заедно с нея при Оливия. Пораждат се съмнения, че може би има романтични чувства между нея и Питър.

## Сезони, епизоди и рейтинги в САЩ
| Сезон | Час                                         | Премиера             | Финал             | ТВ сезон    | Място в класацията | Зрители (в милиони) |
| ----- | ------------------------------------------- | -------------------- | ----------------- | ----------- | ------------------ | ------------------- |
| 1     | Вторник, 21:00                              | 9 септември 2008 г.  | 12 май 2009 г.    | 2008 – 2009 | #41                | 10.02               |
| 2     | Четвъртък, 21:00                            | 17 септември 2009 г. | 20 май 2010 г.    | 2009 – 2010 | #79                | 6.25                |
| 3     | Четвъртък, 21:00 (2010) Петък, 21:00 (2011) | 23 септември 2010 г. | 6 май 2011 г.     | 2010 – 2011 | #99                | 5.83                |
| 4     | Петък, 21:00                                | 23 септември 2011 г. | 11 май 2012 г.    | 2011 – 2012 | #140               | 4.22                |
| 5     | Петък, 21:00                                | 28 септември 2012 г. | 18 януари 2013 г. | 2012 – 2013 | #111               | 4.27                |

## Международно излъчване
| Държава            | Разпространител                            | Начало на сериала                   |
| ------------------ | ------------------------------------------ | ----------------------------------- |
| Австралия          | GO!                                        | 17 септември 2008                   |
| Аржентина          | Warner Channel                             | 17 март 2009                        |
| Белгия             | La Deux                                    | 28 май 2009                         |
| Белгия             | Warner Channel SBT                         | 17 март 2009 29 август 2009         |
| България           | PRO.BG (Сезон 1) bTV Action (Сезони 2 – 5) | 10 декември 2009 16 ноември 2011    |
| Венецуела          | Warner Channel                             | —                                   |
| Германия           | ProSieben                                  | 16 март 2009                        |
| Дания              | 6'eren                                     | 20 септември 2009                   |
| Еквадор            | Warner Channel                             | 7 април 2009                        |
| Индия              | WB                                         | 25 септември 2009                   |
| Ирландия           | TV3 3e                                     | 1 октомври 2008 2009 Неделя @ 18:00 |
| Испания            | Canal+                                     | 28 декември 2008                    |
| Италия             | Steel                                      | 31 януари 2009                      |
| Канада             | CTV/A V                                    | 9 септември 2008 Септември 3, 2009  |
| Малайзия           | ntv7                                       | —                                   |
| Мексико            | Warner Channel                             | 17 март 2009                        |
| Нова Зеландия      | TV 2                                       | 1 юли 2009                          |
| Норвегия           | TVNorge                                    | —                                   |
| Обединено Кралство | Sky1                                       | 5 октомври 2008                     |
| Перу               | Warner Channel                             | 17 март 2009                        |
| Пуерто Рико        | WAPA-TV 4                                  | 1 юни 2009                          |
| Полша              | TVN                                        | 10 септември 2009                   |
| Португалия         | RTP2                                       | 5 февруари 2009                     |
| Южна Корея         | CatchOn                                    | август 2009                         |
| Русия              | TV3 Russia                                 | септември 2009                      |
| Сингапур           | Channel 5                                  | 10 август 2009                      |
| Словакия           | Markiza                                    | —                                   |
| Словения           | POP TV                                     | —                                   |
| Близък изток       | MBC Action                                 | 21 април 2009                       |
| Тайланд            | True Series                                | 7 февруари 2009                     |
| Турция             | DiziMax                                    | януари 2009                         |
| Украйна            | Novyi Kanal                                | 14 септември 2009                   |
| Унгария            | RTL Klub                                   | 13 март 2009                        |
| Филипините         | CS9                                        | февруари 2009                       |
| Финландия          | MTV3                                       | 9 януари 2009                       |
| Франция            | TF1                                        | 10 юни 2009                         |
| Нидерландия        | Net 5                                      | 6 септември 2009                    |
| Хонконг            | TVB Pearl                                  | 1 март 2009                         |
| Чили               | Warner Channel                             | 17 март 2009                        |
| Швейцария          | SF zwei TSR1                               | 16 март 2009 Май 30, 2009           |
| Швеция             | Kanal 5                                    | 2 октомври 2008                     |
| Южна Африка        | M-Net                                      | 8 януари 2009                       |

## В България
В България сериалът започва излъчване на 10 декември 2009 г. по PRO.BG с разписание от понеделник до четвъртък от 22:15 с повторение на следващия ден от 02:00 и е дублиран на български. Първи сезон завършва на 21 януари 2010 г. На 9 декември 2010 г. започва повторно излъчване, всеки ден от 23:00.
На 16 ноември 2011 г. започва втори сезон по bTV Action, всеки делник от 21:00, и завършва на 30 декември. На 31 юли 2012 г. започва трети сезон, всеки делник от 21:00, и завършва на 5 септември. На 30 юни 2014 г. започва четвърти сезон, всеки делник от 20:00, и приключва на 1 август. На 28 февруари 2015 г. започва пети сезон, всяка събота и неделя от 08:30 съответно по три и по два епизода. Излъчването му приключва на 14 март.
В първи сезон дублажът е на студио Тайтъл Бе-Ге, а в пети е на студио VMS. Ролите се озвучават от артистите Петя Миладинова, Лиза Шопова в първи сезон, Живка Донева във втори и трети, Таня Михайлова в четвърти и пети, Стефан Стефанов, Станислав Димитров в първи, Светломир Радев във втори и трети, Станислав Пищалов във втори, четвърти и пети, и Тодор Георгиев, който отсъства във втори. Във втори сезон режисьор на дублажа е Тамара Войс, която озвучава в единайсетия епизод на сезона.

### Официални/специални сайтове
- Massive Dynamic: сайт на измислената в сериала корпорация
- Imagine The Impossibilities: полуофициален сайт на Fox